# Carpophage du Mada
Gymnophaps mada
Espèce
Statut de conservation UICN

 LC  : Préoccupation mineure
Le Carpophage du Mada (Gymnophaps mada), aussi connu en tant que Carpophage mada, est une espèce d'oiseaux appartenant à la famille des Columbidae.
Il est endémique de l'île de Buru.

## Description
Cet oiseau mesure 33 à 39 cm.
La calotte, la nuque et l'arrière du cou sont gris bleuâtre. Le dessus du corps est gris ardoise foncé avec de légers reflets. La face, la gorge et le haut de la poitrine sont rose chamoisé pâle, le ventre est un peu plus sombre. Les iris sont gris avec de grands cercles oculaires rouges chez le mâle et rouge noirâtre chez la femelle.
Le jeune présente des parties inférieures roux pâle.